# Kanał przez Mierzeję Wiślaną

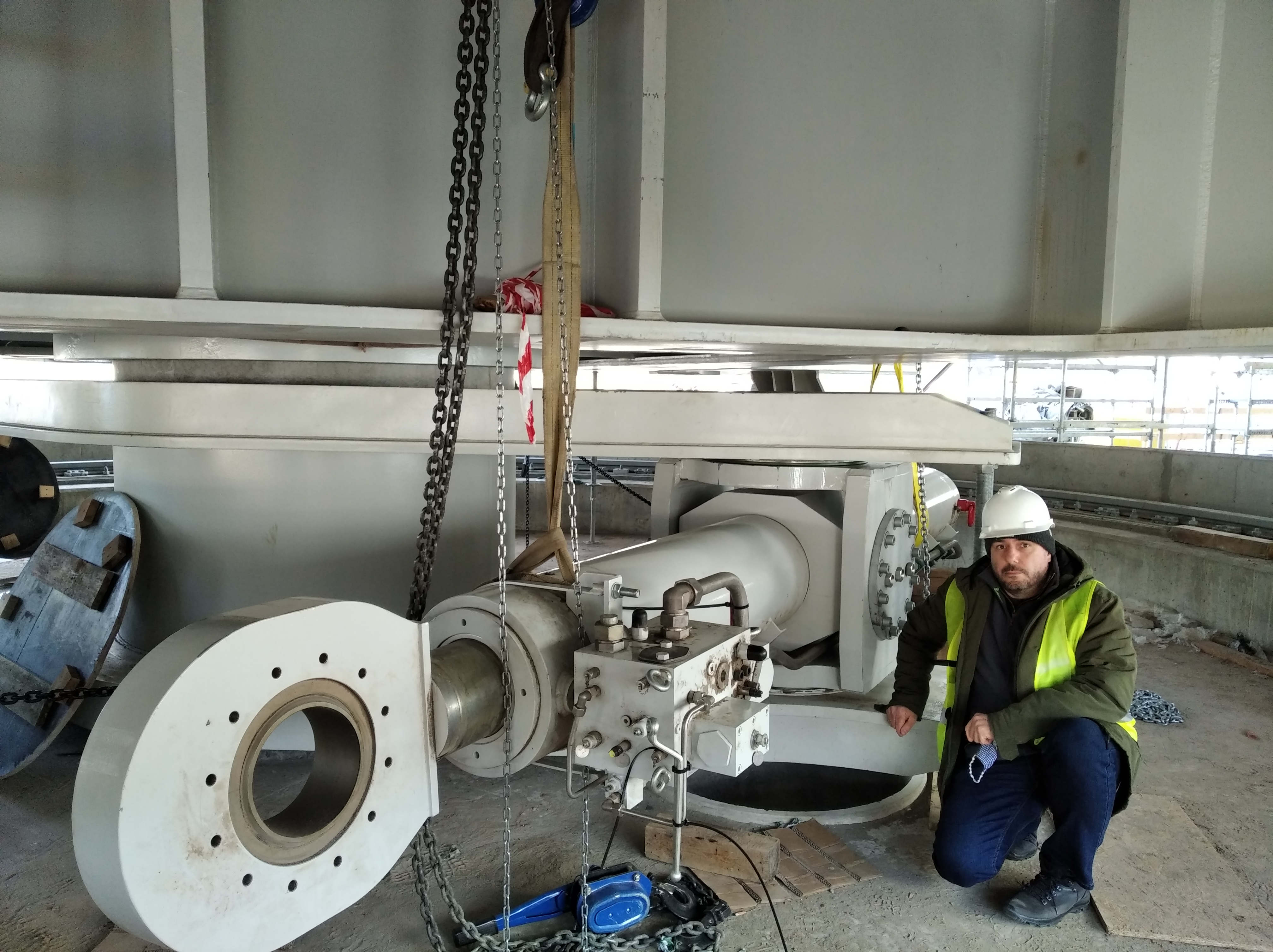
Siłownik obrotu mostu południowego

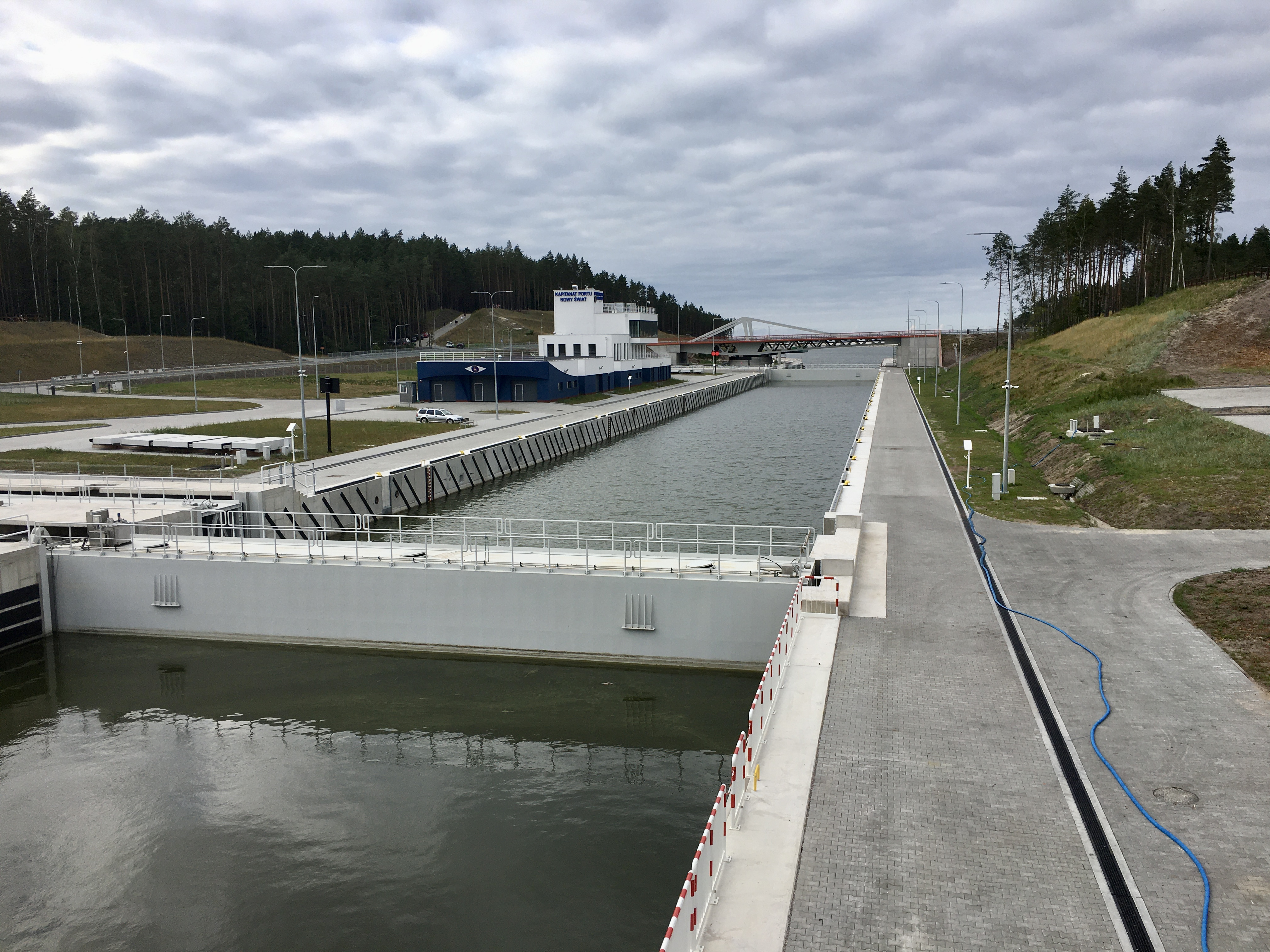
Kanał w trakcie prac wykończeniowych, lipiec 2022

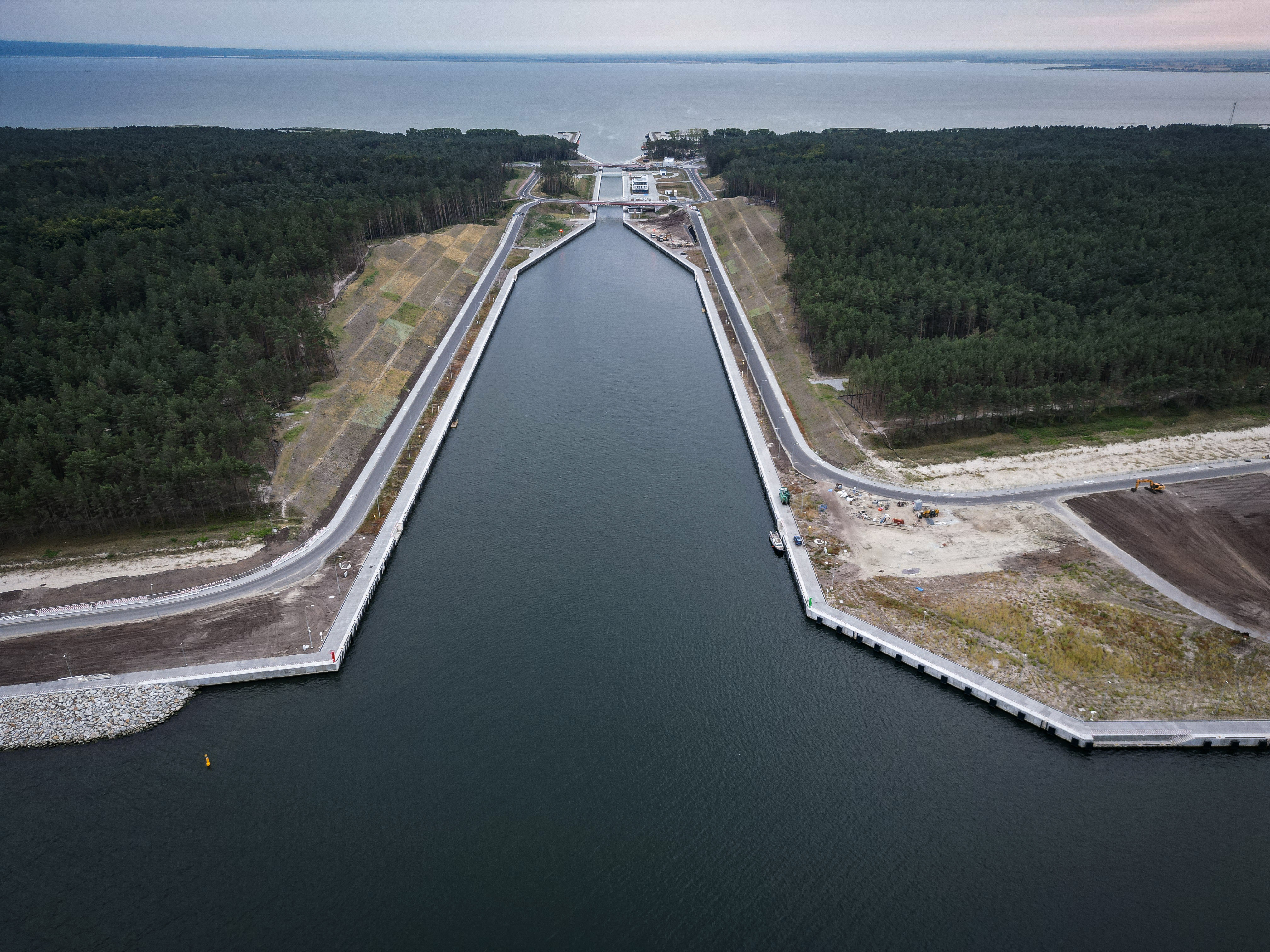
Kanał z lotu ptaka, sierpień 2022

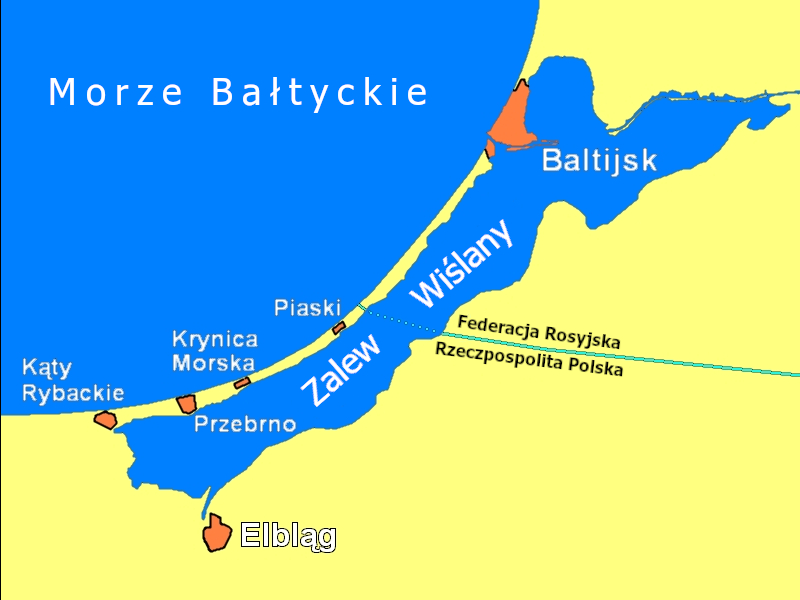
Przebieg granicy polsko-rosyjskiej; Cieśnina Piławska (wyjście na Bałtyk) koło Bałtyjska

Kanał przez Mierzeję Wiślaną – kanał łączący drogą morską Zalew Wiślany z Zatoką Gdańską w obrębie terytorium Polski, mający na celu skrócenie, pogłębienie i uproszczenie morskiego szlaku na Bałtyk. Otwarcie kanału nastąpiło 17 września 2022.

## Lokalizacja i parametry techniczne kanału
7 kwietnia 2016 roku zaprezentowano wizualizację planowanego kanału. Potwierdzono jednocześnie wybór lokalizacji – Nowy Świat pomiędzy Przebrnem a Skowronkami.
Kanał jest częścią inwestycji budowy drogi wodnej łączącej Zalew Wiślany z Zatoką Gdańską wraz z torem wodnym prowadzącym do Elbląga, o długości 22,88 km. Składają się na nią odcinki:
- na rzece Elbląg – 10,38 km,
- na Zalewie Wiślanym – 10,18 km,
- w obrębie Mierzei Wiślanej wraz z portem zewnętrznym – 2,32 km.

Całe założenie początkowo zostało podzielone na 3 etapy realizacyjne, w skład których wchodzą m.in.:
Etap I:
- port osłonowy,
- kanał żeglugowy ze śluzą,
- układ drogowy w rejonie mierzei wraz z mostami obrotowymi,
- obiekty kubaturowe, w tym budynek kapitanatu,
- sztuczna wyspa.

Etap II:
- tor wodny na rzece Elbląg,
- most obrotowy w Nowakowie,
- droga powiatowa.

Etap III:
- tor wodny na Zalewie Wiślanym.

Od morskiej strony wejścia do kanału zaprojektowano port osłonowy, składający się z falochronów wschodniego (głównego) i zachodniego (ostrogi), obudowy brzegu w formie wygaszacza fal oraz nabrzeży postojowych zlokalizowanych przy zachodniej stronie wejścia do kanału żeglugowego.
Port osłonowy łączy się bezpośrednio z wejściem do właściwego kanału żeglugowego przez Mierzeję Wiślaną. Całkowita długość kanału wynosi 1536 metrów. Można wyodrębnić trzy części (od strony morza):
- odcinek pomiędzy portem a śluzą – wyznaczony przez nabrzeża północnego stanowisk oczekiwania – długość: 701 m,
- śluza o długości 269 m,
- odcinek pomiędzy śluzą a Zalewem Wiślanym – wyznaczony przez nabrzeża południowego stanowiska oczekiwania – długość: 566 m.

Kanał umożliwi dostęp do Elbląga statkom morskim o długości 100 metrów (lub 180 m – zestaw barek), szerokości 20 metrów i zanurzeniu 4,5 metra. Największa szerokość kanału na jego początku i końcu wynosi 120 m. Na tych fragmentach po obu stronach założono możliwość postoju statków oczekujących na wejście do śluzy lub po wyjściu z niej. W planie kanał przybiera figurę w kształcie lejka, z jego ujściem do śluzy, poprzez odcinki nabrzeży tworzących prowadnicę, które kierują płynący statek w stronę wejścia do śluzy.
Najważniejszą konstrukcją w obrębie kanału żeglugowego jest śluza. Na odcinku śluzy występuje największe zwężenie kanału. Ma ona szerokość 25 m. Jest to zatem element decydujący o wielkości jednostek pływających mogących korzystać z kanału. Zadaniem śluzy jest ograniczenie mieszania się wód słodkich z Zalewu Wiślanego z wodami słonymi z Zatoki Gdańskiej oraz kompensacja mogącej się tworzyć po obu stronach śluzy różnicy poziomu zwierciadła wody, dochodzącej do ok. 1,5 m. Głębokość śluzy to 6,5 m pod lustrem wody i 2,5 m nad lustrem wody.
Śluzę zaprojektowano jako szczelną konstrukcję żelbetową o przekroju w kształcie litery „U”. Przyjęto ścianę szczelinową o grubości 80 cm i zmiennej długości kotwioną w gruncie za pomocą mikropali, połączoną z również kotwionym mikropalami żelbetowym dnem.
Jako bramy śluzy zastosowano system wrót przesuwnych (tocznych) wsuwanych do niszy prostopadłej do osi śluzy. Wrota są zdublowane, przez co zapewniona jest ciągłość pracy śluzy w czasie prac konserwacyjnych. Bramy zaprojektowano jako konstrukcje stalowe, wypornościowe, z wydzieloną szczelną komorą balastową w środkowej części.
Nad kanałem w szlaku drogi wojewódzkiej nr 501 przerzucono dwa stalowe mosty ruchome – obrotowe, których zadaniem jest zapewnienie pojazdom samochodowym, rowerom i pieszym nieprzerwanego połączenia między obydwoma brzegami kanału. Mosty o identycznej konstrukcji mają rozpiętości teoretyczne przęseł wynoszące 19,5 i 40 m, gdzie przęsła dłuższe znajdują się bezpośrednio nad kanałem. Konstrukcję przęseł zaprojektowano jako ciągłą, stalową z płytą ortotropową. Dwa blachownicowe dźwigary główne o zmiennej wysokości tworzą układ kratowy. Jako pierwszy do użytku oddano most południowy (25 czerwca 2021), który 25 października 2021 otrzymał imię Jerzego Wilka.
Budowie kanału towarzyszy powstanie wyspy refulacyjnej o pow. 181 ha, na planie elipsy o długości osi głównych 1932 m i 1192 m. Wyspa ma mieć wysokość 2–3 m n.p.m. Na wyspę trafi materiał wybrany z Zalewu Wiślanego.
W zorganizowanym przez ministerstwo gospodarki morskiej i żeglugi śródlądowej konkursie na nazwę wygrała nazwa „Wyspa Estyjska”, pochodząca od staropruskiej nazwy Zalewu Wiślanego. Aby nazwa stała się oficjalna, musi zostać zaakceptowana i ogłoszona przez Ministerstwo Spraw Wewnętrznych i Administracji.

## Użytkowanie
Statystyki przepływania statków przez kanał:
| Rok  | Ilość statków | Ilość statków            |
| Rok  | Łącznie       | Komercyjnych z ładunkiem |
| ---- | ------------- | ------------------------ |
| 2022 | 467           | 27                       |
| 2023 | 1589          | 61                       |
| 2024 | 1909          | 35                       |

## Historia i podłoże projektu
Za datę pierwszego pomysłu przekopania Mierzei Wiślanej podaje się rok 1577, kiedy to król Stefan Batory w związku z buntem Gdańska wyszedł z pomysłem przebicia Mierzei Wiślanej. W tym celu wysłał kasztelana wiślickiego Mikołaja Firleja wraz z sekretarzem królewskim Piotrem Kłoczowskim. Po obejrzeniu terenu wyznaczyli wieś Skowronki jako miejsce nadające się na przekop i budowę portu. Po zawarciu porozumienia z Gdańskiem, pomysł zarzucono.
Również król Prus Fryderyk II Wielki rozważał budowę kanału, gdy po I rozbiorze Polski w 1772 roku Elbląg przyłączono do Prus, lecz Gdańsk pozostał przy Polsce. Król chciał, aby Elbląg stał się poważnym konkurentem miasta nad Motławą. Po jego śmierci w 1786 roku i po II rozbiorze w 1793 roku Gdańsk również przyłączono do Prus, a tym samym budowa kanału stała się bezcelowa.
Z propozycją budowy kanału wystąpił w 1945 roku Eugeniusz Kwiatkowski, przedwojenny wicepremier, bezpośrednio po II wojnie światowej Delegat Rządu dla spraw Wybrzeża. W latach 70. i 80. XX wieku inż. Henryk Pietrowicz opracował projekt przekopu wraz z budową grobli przedzielającej zalew na dwa akweny.
Decyzja o realizacji tego projektu została ogłoszona przez premiera Jarosława Kaczyńskiego 10 listopada 2006 w Elblągu, tuż przed wyborami samorządowymi, jako efekt rozmów z tamtejszymi aktywistami.
Planowany, przed wykonaniem odpowiednich ekspertyz i ocen oddziaływania na środowisko, koszt budowy kanału o długości 1100 metrów i szerokości 40 m w dnie i 80 m na powierzchni, to około 80 mln euro. Pogłębienie toru wodnego i dostosowanie go do statków o wymaganym przez port elbląski tonażu, a także budowa specjalnych śluz i mostów, podniesie koszt inwestycji do około 230 mln euro. Projekt wchodzi w kolizję z unijnym programem ochrony przyrody Natura 2000.
Opinie o wymogu konsultacji transgranicznych skutków inwestycji w związku ze zobowiązaniami wynikającymi z wiążącej Polskę Konwencji z Espoo z 1991 r. (Convention on Environmental Impact Assessment in a Transboundary Context) nie mają uzasadnienia, bowiem Federacja Rosyjska jako jedyne państwo w regionie nie ratyfikowała konwencji. Federacja Rosyjska dzięki temu mogła nie wchodzić w konsultacje o skutkach transgranicznych inwestycji Nord Stream (chociaż były prowadzone w ograniczonym zakresie w stosunku do Polski ze względów politycznych), albo obecnie nie prowadzić żadnych konsultacji w sprawie planowanej Bałtyckiej Elektrowni Atomowej. Tymczasem Polska ze swej strony występuje o konsultacje w sprawie przekopu.
Koncepcję budowy kanału żeglugowego przez Mierzeję Wiślaną opracował profesor Tadeusz Jednorał.
Przejścia z Zalewu Wiślanego na Bałtyk prowadziły jedynie przez rzekę Szkarpawę i przez rosyjską Cieśninę Piławską. Na początku maja 2006 Rosjanie wstrzymali możliwość wpływania polskich statków turystycznych i pasażerskich do rosyjskich portów oraz rosyjskich statków do polskich portów nad Zalewem Wiślanym. Przez Cieśninę Piławską pływać mogą jedynie jednostki tranzytowe polskie i rosyjskie, przez Szkarpawę wszystkie. Ponieważ przed restrykcjami rosyjskimi port w Elblągu w ponad 90% obsługiwał transport turystyczny i towarowy między Polską a obwodem królewieckim, ruch w nim praktycznie zamarł. Dopiero w 2009 roku została zawarta umowa polsko-rosyjska regulująca możliwość przepływu statków przez granicę (zob. szerzej o problemach z żeglugą transgraniczną na Zalewie Wiślanym w artykule Cieśnina Piławska).
Budowa kanału miała być początkowo rozpoczęta w 2009 i zakończona w 2012 roku, jednakże w listopadzie 2009, w związku z zawarciem umowy z Rosją, Ministerstwo Infrastruktury ogłosiło, że budowa kanału rozpocznie się w 2017 roku. Przez następne lata kolejne rządy nie podjęły działań na rzecz budowy kanału. Informacje o chęci powrotu do tego projektu pojawiły się latem 2014.
W 2015 roku została opracowana Prognoza oddziaływania na środowisko programu wieloletniego Budowa drogi wodnej łączącej Zalew Wiślany z Zatoką Gdańską. W planach pojawiły się 4 warianty lokalizacji kanału: Skowronki, Nowy Świat, Przebrno i Piaski. Ostatecznie wybrano wariant II Nowy Świat.
22 lutego 2016 minister gospodarki morskiej Marek Gróbarczyk zapowiedział rozpoczęcie inwestycji pod koniec 2018, a zakończenie jej w roku 2022. Podczas posiedzenia w dniu 24 maja 2016 rząd podjął uchwałę w sprawie budowy kanału żeglugowego pod nazwą „Budowa drogi wodnej łączącej Zalew Wiślany z Zatoką Gdańską”. Koszt tej inwestycji, która ma zostać wykonana w latach 2017–2022, oszacowano na 880 mln zł. Budowa zostanie sfinansowana z budżetu państwa. Jego realizację ma nadzorować minister gospodarki morskiej i żeglugi śródlądowej. Organem odpowiedzialnym za nadzór nad inwestycją będzie Urząd Morski w Gdyni, konsorcjum firm Mosty Gdańsk i Projmors Biuro Projektów Budownictwa Morskiego zrealizuje projekt budowy, natomiast wykonawca inwestycji zostanie wyłoniony w przetargu w 2018 roku. Uchwała weszła w życie z dniem podjęcia. 24 lutego 2017 Sejm uchwalił, a 3 kwietnia prezydent podpisał specustawę w sprawie przekopu Mierzei Wiślanej.
19 października 2017 minister gospodarki morskiej poinformował, że kanał powstanie w miejscu dawnej osady Nowy Świat, pomiędzy Skowronkami a Przebrnem. Projektowana trasa kanału prowadzi przez niezabudowany teren zalesiony. Miejscowość Nowy Świat (niem. Neue Welt) po II wojnie światowej pozostała opuszczona, a jej zabudowania zostały rozebrane.
31 grudnia 2018 Ministerstwo Gospodarki Morskiej i Śródlądowej poinformowało o ogłoszeniu przetargu na budowę kanału, pomimo braku wydanego pozwolenia na budowę. Termin składania ofert był do 15 kwietnia 2019. Zakończenie prac i oddanie kanału do użytkowania planowane jest w roku 2022. 15 lutego 2019 wojewoda pomorski wydał pozwolenie na budowę przekopu przez Mierzeję Wiślaną i rozpoczęto wycinkę drzew na terenie przekopu, którą zakończono 20 lutego.

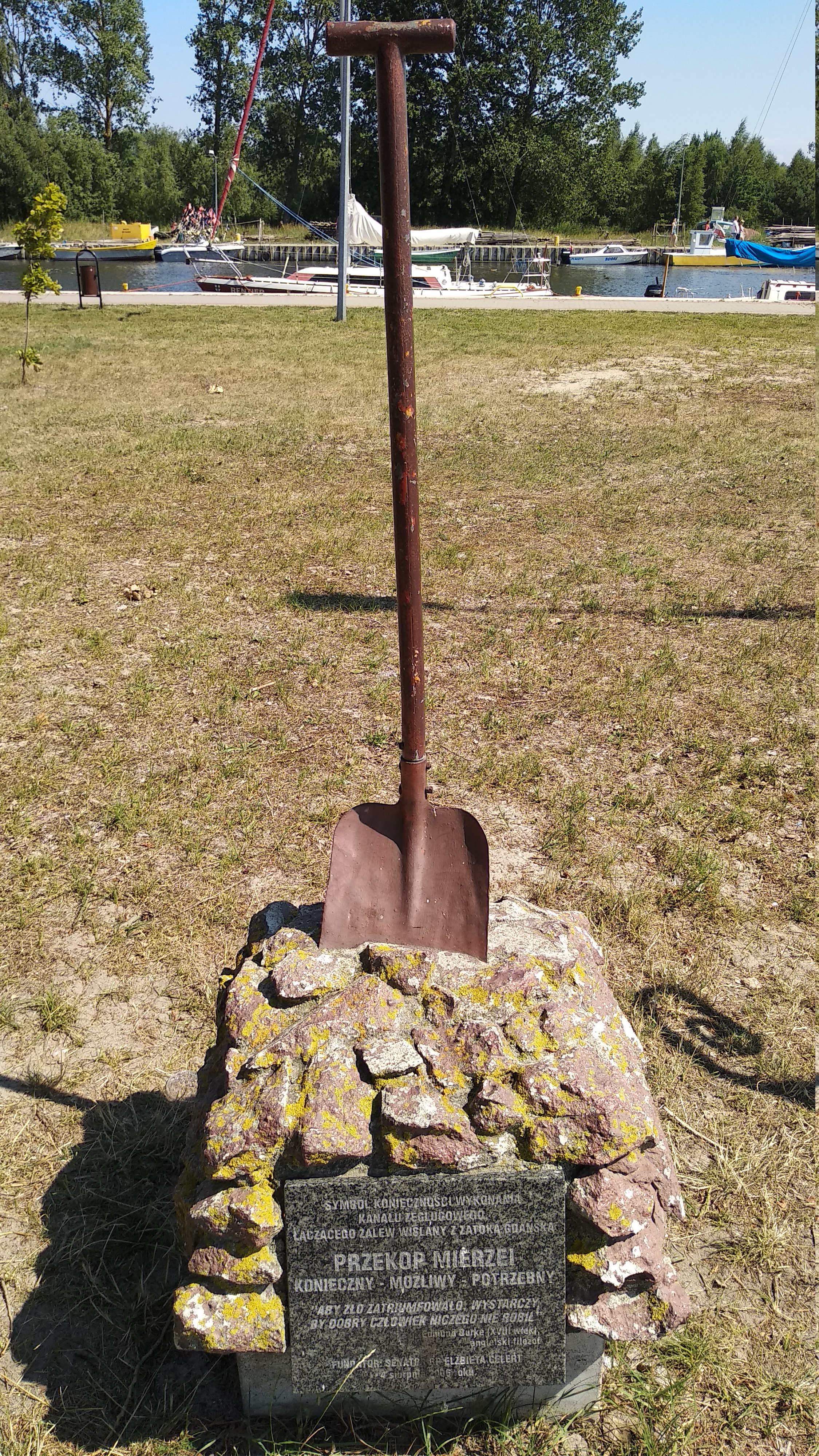
Pomnik konieczności przekopu Mierzei Wiślanej, postawiony w Kątach Rybackich w 2006, ufundowany przez senator Elżbietę Gelert

22 maja 2019 Urząd Morski w Gdyni otworzył przetargowe 7 podmiotów zainteresowanych budową kanału:
- turecka firma Kolin – 1 zł – oferta została opisana jako testowa i nie należy jej traktować jako wiążącej
- Budimex – 992,5 mln zł,
- konsorcjum Polbud-Pomorze i chińskich firm: CRCC Harnour & Channel Engineering oraz China Railway – 1,448 mld zł,
- Sinohydro Corporation Limitet, Pekin, Chiny – 1,1 mld zł,
- Energopol Szczecin SA – 1,087 mld zł,
- China Harbour Engineering Company, Pekin, Chiny – 1,071 mld zł,
- konsorcjum N.V. Besix SA z Belgii i NDI SA z Sopotu – 992 mln zł.

Urząd Morski w Gdyni poinformował, że pierwotnie na realizację pierwszego etapu zamówienia zamierzał przeznaczyć 718 mln zł, przy szacowanym przez rząd koszcie całej inwestycji wynoszącym ok. 880 mln zł, wyliczonym w 2016 roku.
W lipcu 2019 Urząd Morski ogłosił, że pierwszy etap przekopu Mierzei Wiślanej prawdopodobnie wykona konsorcjum spółek NDI i Besix, które w postępowaniu przetargowym zaoferowało cenę 992 mln zł i otrzymało najwięcej punktów. Wybór zwycięzcy przetargu na budowę pierwszego etapu przekopu Mierzei Wiślanej Krajowa Izba Odwoławcza uznała następnie za zgodny z prawem, co oznaczało możliwość podpisania umowy z wyłonionym wykonawcą; nastąpiło to 4 października 2019. We wrześniu 2019 przystąpiono do przenoszenia trzcinowisk. W odpowiedzi na doniesienia medialne, że w budżecie państwa nie przewidziano środków (ok. 160 mln zł) na pogłębienie toru wodnego na terenie elbląskiego portu (zdaniem rządu, zadanie to sfinansowane być powinno przez port w Elblągu), Ministerstwo Gospodarki Morskiej i Żeglugi Śródlądowej poinformowało, że środki zostały zabezpieczone na potrzeby budowy kanału żeglugowego i pogłębienie toru wodnego na Zalewie i rzece Elbląg. Prace te nie będą jednak obejmować pogłębienia ostatniego niespełna kilometra toru wodnego do obrotnicy, niezbędnej w celu korzystania z portu w Elblągu statków o zakładanym zanurzeniu do 4,5 m oraz ładowności do 5 tysięcy ton, pomimo że właściciel ostatniego odcinka drogi wodnej i portu w Elblągu – Miasto Elbląg – nie posiada kompetencji do realizacji tego zadania. Inwestor złożył jednak Miastu Elbląg ofertę na inwestycję na obszarze, które jest własnością Miasta Elbląg, na zasadzie udziału w inwestycji albo wykupienia tych terenów przez Skarb Państwa, jeśli Miasto nie planuje samodzielnie zrealizować inwestycji.
18 października 2019 Urząd Morski w Gdyni przekazał wykonawcy teren budowy. Teren budowy wykonawca ogrodził, przy czym zachowana została ciągłość komunikacji drogowej. Równolegle podjęto prace o szacowanej wartości 10 mln zł przy oczyszczaniu dna z niewybuchów i wraków w rejonie torów wodnych, przyszłej sztucznej wyspy i portu osłonowego, które powstaną podczas budowy drogi wodnej przez Mierzeję Wiślaną. Urząd Morski w Gdyni poniesie też inne koszty, m.in. pełnienia funkcji inżyniera kontraktu i sprawowania nadzoru środowiskowego.

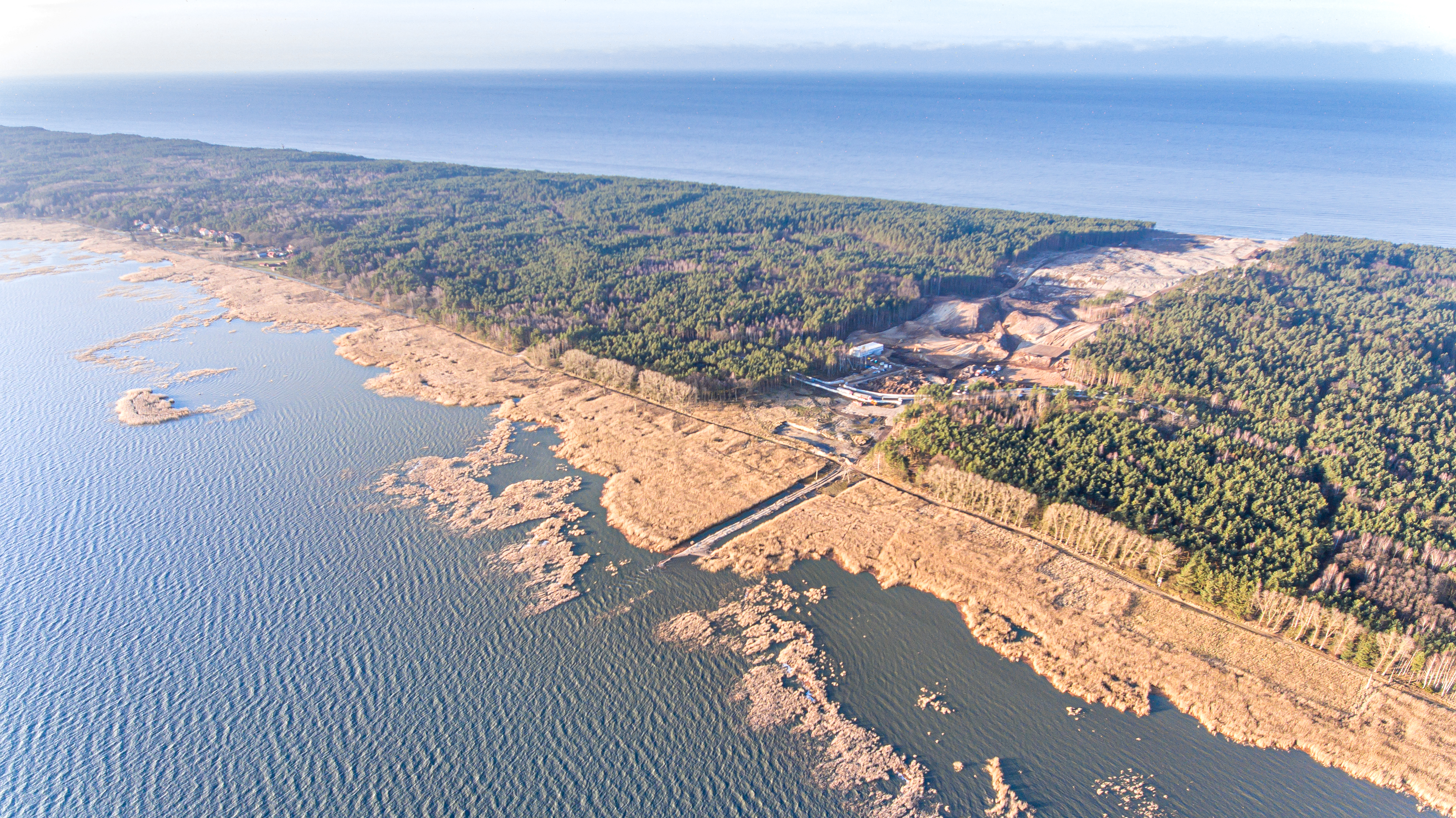
Kanał w trakcie budowy w styczniu 2020 r.

W lutym 2020 koszty inwestycji szacowano już nie ok. 880 mln zł, lecz 1,984 mld zł, co tłumaczono wyższymi cenami materiałów i prac budowlanych oraz rozszerzeniem zakresu inwestycji (m.in. o przebudowę mostu na rzece Elbląg w miejscowości Nowakowo na obrotowy i budowę przeprawy obrotowej w Przebrnie zamiast planowanego wcześniej mostu podnoszonego). W odpowiedzi na interpelacje poselskie rząd oświadczył, że kanał nie musi być opłacalny, bowiem został uznany za inwestycję obronną, ważną dla Wojska Polskiego i kluczową dla utrzymania bezpieczeństwa i ochrony granic. W rzeczywistości jednak kanał z uwagi na niewielką głębokość toru wodnego jest niedostępny dla okrętów Marynarki Wojennej.
W kwietniu 2020 Urząd Morski w Gdyni ogłosił przetarg na drugi etap realizacji inwestycji, przewidujący przebudowę toru wodnego na rzece Elbląg (10,4 km) oraz mostu w Nowakowie na obrotowy. Czas na składanie ofert upłynął 20 czerwca 2020. 29 grudnia 2020 ogłoszono, że wykonawcą tego etapu został Budimex, który podjął się realizacji zadania w ciągu 2 lat za kwotę 574 mln zł. Stosowną umowę podpisano 20 kwietnia 2021.

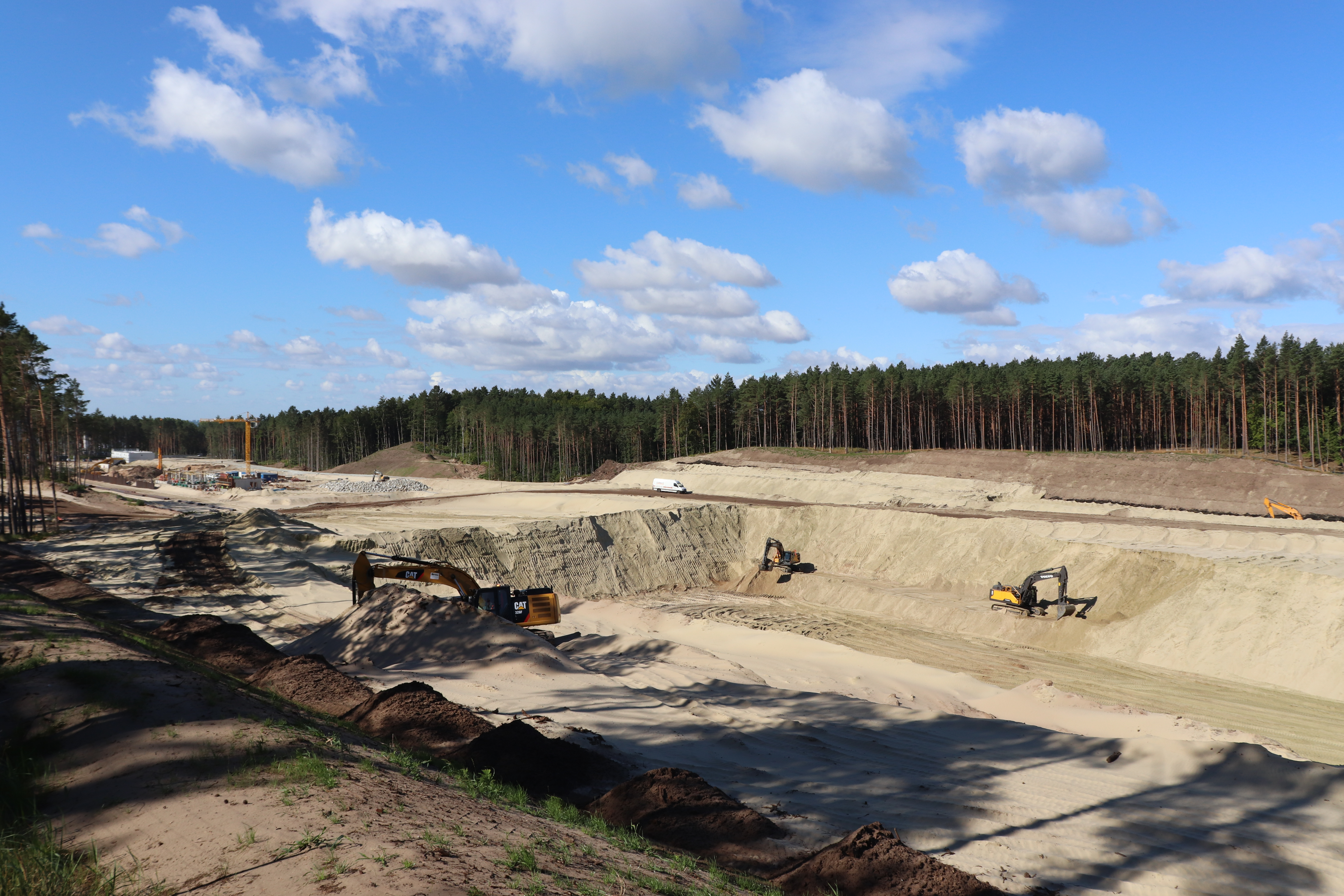
Kanał w trakcie budowy w lipcu 2020 r.

Latem 2020 od strony Zatoki Gdańskiej przystąpiono do wznoszenia falochronów zachodniego o długości 340 m i wschodniego o długości 1 km. Zakończenie budowy muru pierwszej konstrukcji przewidywano na wrzesień, wtedy też planowano przeprowadzenie robót czerpalnych pozwalających na przyjęcie statków ze Skandynawii z kamieniem hydrotechnicznym, wykorzystywanym do budowy narzutów na falochronach. Pierwsza dostawa ze szwedzkiego portu Flikvik nastąpiła 21 stycznia 2021 (Statek „Amanda” z 1653 ton kamienia). Ogółem do realizacji zadania zamówiono 390 tys. ton kamienia.
We wrześniu 2020 Generalny Dyrektor Ochrony Środowiska określił w swojej decyzji, uchylającej częściowo decyzję Regionalnego Dyrektora Ochrony Środowiska w Olsztynie z 2018, że budowa toru wodnego przez Zalew Wiślany i kanał przez Mierzeję Wiślaną „potencjalnie mogą znacząco oddziaływać na środowisko”. W związku z tym że przychylna przekopowi decyzja została uchylona tylko częściowo, budowa może być kontynuowana.
26 września 2020 w ławie fundamentowej podpory planowanego mostu północnego na kanale wmurowano kamień węgielny i akt erekcyjny. W końcu listopada zakończono wznoszenie budynku bosmanatu Nowy Świat. Za przejęcie gruntów pod budowę kanału, w 2020 Skarb Państwa wypłacił gminie Sztutowo rekompensatę w wysokości ponad 200 tys. zł.
W II połowie 2021 pracę podjęły pogłębiarki, wykonujące podejścia do śluz. Prace rozpoczęto od strony północnej, a następnie przeniesiono je na stronę południową. W czerwcu 2022 zakończono napełnianie wodą śluzy, a także większość prac w porcie osłonowym i w rejonie sztucznej wyspy. Umożliwiło to przeprowadzenie testów urządzeń i pokonanie kanału przez pierwszą jednostkę pływającą.
W toku prac na mierzei odkryto dwa złoża bursztynu: 900 kg i 500 kg, przy czym tylko jedno miało nadawać się do wydobycia. Podawana w mediach ilość 6,9 tony była szacowaną ilością bursztynu na całej Mierzei Wiślanej. Ostatecznie wydobycia na większą skalę nie podjęto w ogóle (do stycznia 2021 r. uzyskano jedynie 17 kg).
17 września 2022 roku dokonano oficjalnego otwarcia kanału i jednoczesnego zakończenia etapu I realizacji, w tym: kanału żeglugowego wraz ze śluzą, portu osłonowego, układu drogowego w rejonie kanału wraz z mostami obrotowymi, obiektów kubaturowych (w tym budynku kapitanatu) oraz konstrukcji wyspy Estyjskiej.
W kwietniu 2023 odbyły się ćwiczenia wojskowe "Zalew-23". W manewrach uczestniczyło 2,5 tys żołnierzy gdzie po raz pierwszy ćwiczono użycie kanału do transportu jednostek wojskowych na Zalew Wiślany. Kilka tygodni przed tym, ORP Albatros wykorzystał kanał jako pierwszy okręt wojskowy do przepłynięcia na zalew.
We wrześniu 2023 zakończono etap III przekopu, a w styczniu 2024 informowano, że trwa procedura odbioru etapu II. Dodatkowo wciąż potrzebne jest zbudowanie obrotnicy oraz umocnienie nabrzeża w porcie w Elblągu, należącym do miasta Elbląg. Do tej pracy, w maju 2024 utworzono dodatkowe Etapy IV i V po ogłoszeniu dodatkowego finansowania przekopu do portu Elbląg. Na grudzień 2024, nadal trwają prace przy pogłębianiu toru wodnego w ramach etapu II.

### Wskazania
- Zażegnanie wieloletniego sporu z Rosją, blokującą żeglugę w Cieśninie Pilawskiej dla polskich i międzynarodowych statków, zmierzających do polskich portów.
- Zwiększenie dostępności drogi wodnej Elbląg – Hel, poprzez skrócenie ze 139 km przez Cieśninę Pilawską, 92 km przez Szkarpawę, do 68 km przez kanał oraz pogłębienie z 2,5 do 5 m.
- Możliwość szerszego wykorzystania portu morskiego w Elblągu. Na terenie portu, który kosztował 21 mln zł, znajdują się: terminal masowy, terminal zbożowy, infrastruktura do przeładunków drobnicowych, terminal pasażerski, punkt odpraw granicznych oraz basen jachtowy. Lepsze niż dotąd wykorzystanie portu, będącego własnością komunalną, wymaga jednak wydatkowania około 190 mln zł na umocnienie nabrzeży, budowę nowego terminala i bocznicy kolejowej oraz wykonania za ok. 25 mln zł obrotnicy dla statków, która dla funkcjonowania portu jest kluczowa ze względu na jego położenie przy wąskiej rzece Elbląg[81][82].
- Rozwój pozostałych portów Zalewu Wiślanego oraz możliwe otwarcie nowych portów na Zalewie.
- Transport morski jest najbardziej przyjazną środowisku formą transportu. Z tego względu Unia Europejska preferuje przenoszenie strumieni ładunkowych z lądu na morze. Dzięki wykonaniu kanału port w Elblągu może stać się portem odciążającym drogi i linie kolejowe prowadzące do portu gdańskiego.
- Wykorzystanie terenów w porcie gdańskim jest kosztowne, a długoterminowe składowanie w nim towarów może być nieopłacalne i obniżać atrakcyjność transportu przez port Gdańsk na korzyść przewozu ładunków nieekologicznym transportem samochodowym[potrzebny przypis]. Rozwijane w Elblągu od 2012 roku centra logistyczne Terkawka[83] i Modrzewina[84] wraz z planowanym przekopem mają stanowić uzupełnienie infrastruktury transportowej w rejonie.
- Rozwój gospodarczy Elbląga i gmin ościennych – według analizy Urzędu Morskiego w Gdyni korzyści do 2045 roku wyniosą ok. 3,2 mld złotych (więcej niż inwestycja), ponadto powstanie ok. 3300 nowych miejsc pracy w sektorze transportowym i turystycznym[85].
- Stworzenie sztucznej wyspy o powierzchni ok. 181 ha na potrzeby siedlisk obszarów Natura 2000. Wyspa tworzona jest 2,5 km od brzegu Mierzei Wiślanej z urobku powstającego podczas prac nad przekopem. Miejsce to ma być wykorzystywane przez ptaki w okresie lęgowym do zakładania gniazd oraz podczas ich migracji. Odpowiednio zagospodarowana i docelowo porośnięta szuwarem trzcinowym wyspa poprawi sytuację zanikających siedlisk łąkowych w rejonie Zalewu, co może wpłynąć na odbudowę populacji licznych gatunków ptaków, w tym gatunków chronionych[86].
- Zwiększona ochrona przeciwpowodziowa dzięki możliwości otwierania kanału dla wypływającej wody w sytuacjach jej spiętrzenia[87].
- Zwiększona ochrona ekologiczna dzięki zastosowaniu śluzy, gwarantuje znaczne ograniczenie mieszania się słonych wód Morza Bałtyckiego i słodkich wód Zalewu Wiślanego. A dokładnie napływ słonej wody do znacznie mniej zasolonego Zalewu[13].
- Możliwość pogłębienia w przyszłości toru wodnego do 6 m, tak aby mogły nim pływać jednostki do 5,5 m zanurzenia, co gwarantuje głębokość jedynego odcinka drogi wodnej o stałym żelbetowym dnie – śluzy w kanale żeglugowym Nowy Świat przez Mierzeję Wiślaną. Zostało to z góry zaplanowane i przewidziane, aby można było stworzyć w przyszłości, jeśli będzie taka potrzeba, głębszą drogę wodną[13].

### Przeciwwskazania
- Inwestycja przyniesie pewne korzyści ekonomiczne, wymagać będzie jednak corocznych nakładów na utrzymanie toru wodnego i jego pogłębianie[85][88]. Konieczność spełnienia szeregu wymagań dotyczących utrzymania walorów przyrodniczych Zalewu spowodowała wzrost szacunkowych kosztów inwestycji z 40 mln dolarów (150–180 mln złotych zgodnie z kursem dolara w latach 90.) w latach 90., przez 215 mln złotych w roku 2004 do wartości 880 mln złotych przyjętej w szacunkach Skarbu Państwa na lata 2016–2022[89]. W 2020 roku ponownie zaktualizowano budżet projektu do poziomu 1,984 mld złotych[90]. Przy spełnieniu założeń budżetowych 880 mln złotych, to zwrot inwestycji nastąpi po upływie 450 lat, o ile obroty portu w Elblągu wzrosną do miliona ton rocznie, a stawki portowe zostaną podwojone, tak, że roczne wpływy portu w Elblągu sięgnęłyby 2 milionów złotych[91].
- Zmiany w składzie gatunkowym ryb oraz wzmożony ruch statków, na spokojnej dotąd zachodniej części Zalewu Wiślanego, negatywnie wpłynie na zimujące ptaki wodne, dla ochrony których powołano Obszar Specjalnej Ochrony Ptaków Natura 2000[92].
- Szkody dla środowiska naturalnego będą niewspółmiernie wielkie do korzyści ekonomicznych (które będą miały charakter raczej lokalny)[88].
- Przeciwni pomysłowi są samorządowcy i mieszkańcy Krynicy Morskiej, obawiając się, że przekop może spowodować spadek zainteresowania turystów przyjazdem do tego morskiego kurortu[93].
- Przeciwni są również niektórzy mieszkańcy Kątów Rybackich i Skowronek, obok których ma powstać przekop, z powodu przewidywanego zanieczyszczenia wody zarówno w Zatoce Gdańskiej, jak i w Zalewie Wiślanym oraz hałasu wywołanego natężonym ruchem statków, co bezpośrednio wpłynie na czystość plaż oraz spadek zainteresowania wypoczynkiem w tym rejonie[94].
- Zalew Wiślany podczas surowych zim zamarza średnio na 4 miesiące w roku, zaś podczas zim łagodnych nie więcej niż na ok. 2,5 miesiąca. Grubość pokrywy lodowej może wynosić nawet 60 cm[95]. Utrzymanie toru wodnego w miesiącach zimowych wymagać więc będzie dodatkowych kosztów. [potrzebny przypis]
- Port morski Gdańsk ma możliwość przyjęcia statków morskich o zanurzeniu 15 metrów, zaś kanał umożliwi dostęp do Elbląga statkom morskim o maksymalnym zanurzeniu 4 metrów[96] co zawęża do minimum komercyjne i wojskowe zastosowanie kanału[97] do jednostek o maksymalnym zanurzeniu 4 m i maksymalnej długości 100 m[98].

## Etap IV i Etap V
Aby umożliwić wpływanie statków o długości 100 metrów i głębokości 4,5 metra do portu w Elblągu, po porozumieniu się samorządu Elbląga z rządem, rozpisano dwa dodatkowe etapy, które obejmują fragmenty rzeki Elbląg nieobjęte wcześniejszymi etapami:
1. Etap IV – od tzw. punktu P1 (na wysokości oczyszczalni ścieków w Elblągu) do P2 (przy rozwidleniu rzeki Elbląg i Kanału Jagiellońskiego) o długości 8,4 km, wraz z odcinkiem od Zalewu w górę rzeki[100]. W 2024 podpisano umowę na pogłębienie tego odcinka kanału[101]. Zgodnie z planami, na tym odcinku brzegi kanału nie będą umocnione. Tor wodny zostanie pogłębiony do 5 m.
2. Etap V – od punktu P2 do punktu Port w Elblągu (zlokalizowanego na wysokości mostu Unii Europejskiej w końcowej części portu). W ramach tego etapu planowana jest obrotnica o szerokości 160 m.

31 grudnia 2024 ogłoszono przetarg na opracowanie dokumentacji projektowej do budowy toru wodnego na rzece Elbląg na odcinku od punktu P1 do punktu Port. W lutym przetarg został anulowany przez błędy formalne i został rozpisany nowy przetarg, jednak jedna z firm oferujących zaskarżyła decyzję o anulowaniu do Krajowej Izby Odwoławczej, a ta orzekła o kontynuowaniu pierwszego przetargu. W marcu 2025 Urząd Morski w Gdyni podpisał umowę na projekt przekopu kanału. Zgodnie z założeniami, statki miałyby wpływać do portu pod koniec 2026 roku.

## Kontrola NIK
Kontrola NIK wykazała liczne nieprawidłowości w zakresie planowania, realizacji i nadzoru oraz brak uzasadnienia ekonomicznego dla inwestycji.
W sprawie przekopu, w czerwcu 2024 prokuratura wszczęła śledztwo w wyniku zawiadomień NIK o możliwości popełnienia przestępstwa przekroczenia uprawnień bądź niedopełnienia obowiązków przez dyrektora Urzędu Morskiego w Gdyni i ówczesnego ministra ds. gospodarki morskiej. W listopadzie 2024 roku śledztwo w sprawie zostało przedłużone do 17 kwietnia 2025. W lutym 2025 prokurator referent został odsunięty od sprawy, a sam prokurator złożył skargę od tej decyzji przez naruszenie niezależności. Gdańska prokuratura rejonowa wniosła zawiadomienie o podejrzeniu popełnienia przestępstwa przez prokuratora w związku ze złamaniem tajemnicy śledztwa.